# Sergeant

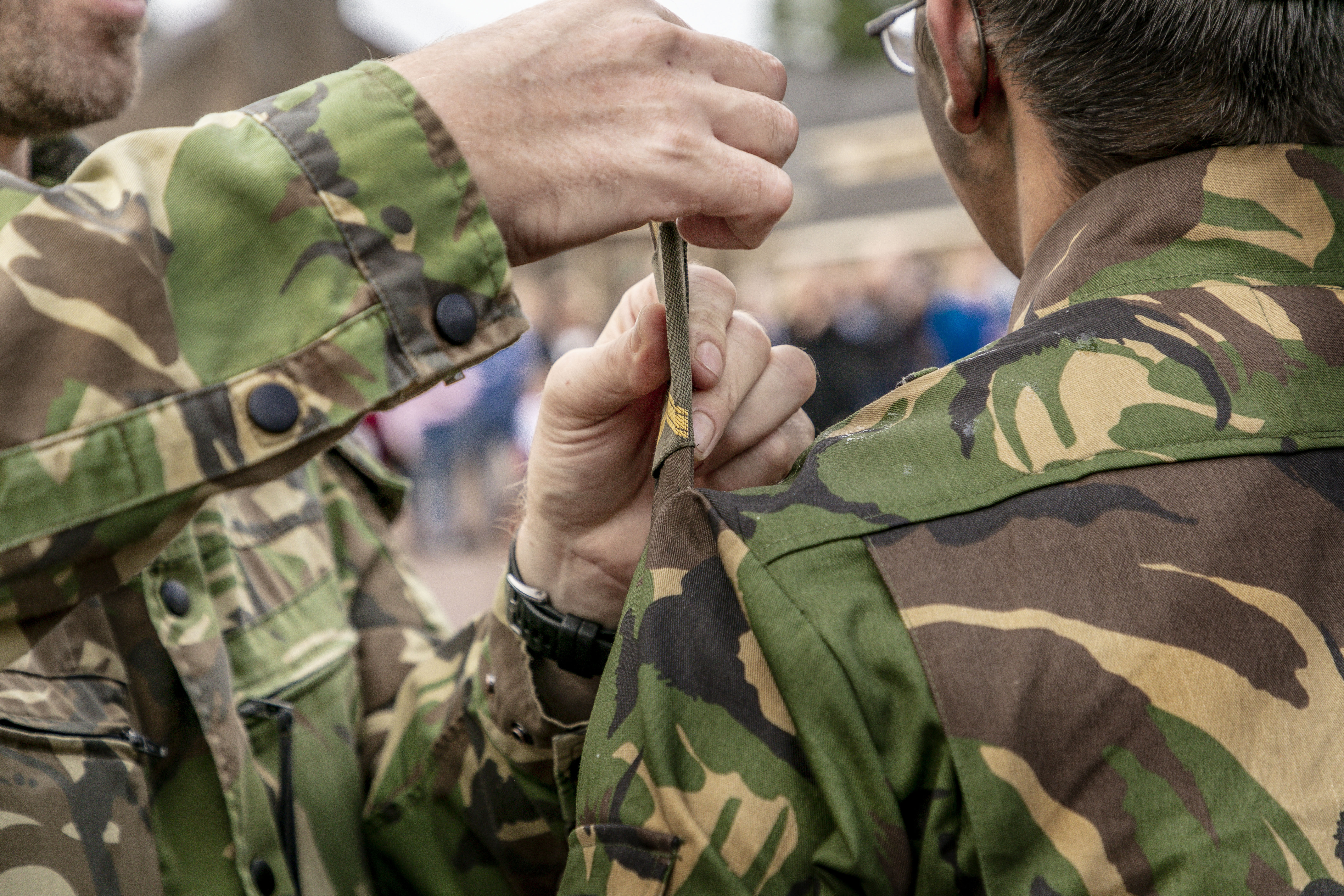
Een bevordering van een leerling onderofficier naar de rang van sergeant bij de Koninklijke Militaire School (Nederland).

De rang en functie van sergeant (sgt.) is ontstaan in de middeleeuwen als knecht en schildknaap, in het Latijn serviens.

## Geschiedenis
De etymologische afstamming van de term 'sergeant' is zeer onzeker. Een geopperde verklaring zou zijn een verbastering van serre gens, diegenen die de rangen van de mannen doet aansluiten. In de napoleontische periode was het van groot belang dat de rijen gesloten bleven, om aan een infanterie-eenheid de nodige vuurkracht te geven. De sergeanten (of guides) liepen links en rechts van het gelid en zorgden ervoor dat de lijn gesloten en recht bleef, ook als er verliezen waren door vijandelijk vuur. Door de eeuwen heen heeft deze functie zich ontwikkeld tot de rang van sergeant, een onderofficier die de praktische leiding geeft in het veld en orders vanuit de staf doorgeeft aan de manschappen.
Een andere, en welicht meer voor de hand liggende verklaring grijpt terug op de middeleeuwen. In die periode kon met 'sergeant' iedereen geduid worden met een militaire (persoons)beschermingsrol, die ook nog effectief in de gewapende strijd mee kon vechten. Elke geslagen ridder of lid van een ridderorde kon dergelijke 'bodyguards' in dienst hebben (in het Engelse taalgebied aangeduid als "sergeants-at-arms". De afstamming van dat woord lijkt uit het Angelsaksisch of Oudfrans te komen; "sergent" of "serjeant" wordt doorgaans vertaald als "(hof)bediende", "(hof)dienaar", of simpelweg "soldaat", vanuit het Latijnse servientem "dienaar, vazal, soldaat".
In latere tijden werd de "sergeant" iemand die uit de middenklasse kwam, in een iets aan de ridder ondergeschikte rol ("equivalent aan een halve ridder"). Dat laatste kwam niet per se in hun defensieve uitrusting naar voren: velen vochten te paard, als lichte of zelfs zware cavalerie, en anders als professionele voetsoldaten -- vaak als huurling-- als piekenier of kruisboogschutter. Vele beroemde en beruchte Vlaamse huurlingen waren "sergeanten" in die laatste rollen, en hadden een uitstekende reputatie.

## België en Nederland
In het Nederlandse leger bestaan de volgende rangen: sergeant (OR-5), sergeant eerste klasse (OR-6) en sergeant-majoor (OR-7).
Sergeanten worden aangesproken met hun rang "sergeant", behalve bij de Operationele Dienst Nautische Dienst (ODND) van de Koninklijke Marine (die wordt "bootsman" genoemd). 
Een sergeant-majoor wordt aangesproken als "majoor" (hetzelfde als voor de hoofdofficier; majoor) en bij de ODND met "schipper".
| Koninklijke Marine               | Koninklijke Marine | Koninklijke Landmacht         | Koninklijke Landmacht | K. Landmacht (cavalerie)              | K. Landmacht (cavalerie) | K. Landmacht (artillerie)             | K. Landmacht (artillerie) | K. Landmacht (Administratie)  | K. Landmacht (Administratie) | Koninklijke Luchtmacht        | Koninklijke Luchtmacht | Koninklijke Marechaussee              | Koninklijke Marechaussee |
| -------------------------------- | ------------------ | ----------------------------- | --------------------- | ------------------------------------- | ------------------------ | ------------------------------------- | ------------------------- | ----------------------------- | ---------------------------- | ----------------------------- | ---------------------- | ------------------------------------- | ------------------------ |
| Sergeant-majoor (ODND: Schipper) |                    | Sergeant-majoor               |                       | Opperwachtmeester (Opper)             |                          | Opperwachtmeester (Opper)             |                           | Sergeant-majoor               |                              | Sergeant-majoor               |                        | Opperwachtmeester (Opper)             |                          |
| Sergeant (ODND: Bootsman)        |                    | Sergeant 1e klasse (Sergeant) |                       | Wachtmeester 1e klasse (Wachtmeester) |                          | Wachtmeester 1e klasse (Wachtmeester) |                           | Sergeant 1e klasse (Sergeant) |                              | Sergeant 1e klasse (Sergeant) |                        | Wachtmeester 1e klasse (Wachtmeester) |                          |
| Geen vergelijkbare rang          |                    | Sergeant                      |                       | Wachtmeester                          |                          | Wachtmeester                          |                           | Sergeant                      |                              | Sergeant                      |                        | Wachtmeester                          |                          |

In het Belgische leger gaat het om de volgende rangen: sergeant (OR-5), eerste sergeant (OR-6), eerste sergeant-chef (OR-6). Dit zijn 'lagere onderofficieren'. Mits men slaagt voor een examen, wordt men 'keuronderofficier': eerste sergeant-majoor (OR-7) en nadien adjudant (OR-8). Een sergeant wordt aangesproken als 'sergeant'; de aanspreektitel voor zowel de eerste sergeant, de eerste sergeant-chef als de eerste sergeant-majoor is 'chef'. Het staat de keuronderofficier vrij om aan vergelijkende examens voor 'hoofdonderofficier' (OR-9) mee te doen. Na het slagen voor dit examen en strenge selectie door een 'comité' wordt men, na voldoende anciënniteit, 'adjudant-chef' en eventueel ook (na een nieuw comité) 'adjudant-majoor', wat de hoogste graad der onderofficieren is.
| Landmacht              | Landmacht | Medische dienst        | Medische dienst | Luchtmacht             | Luchtmacht | Marine         | Marine |
| ---------------------- | --------- | ---------------------- | --------------- | ---------------------- | ---------- | -------------- | ------ |
| Eerste sergeant-majoor |           | Eerste sergeant-majoor |                 | Eerste sergeant-majoor |            | Eerste meester |        |
| Eerste sergeant-chef   |           | Eerste sergeant-chef   |                 | Eerste sergeant-chef   |            | Meester-chef   |        |
| Eerste sergeant        |           | Eerste sergeant        |                 | Eerste sergeant        |            | Meester        |        |
| Sergeant               |           | Sergeant               |                 | Sergeant               |            | Tweede meester |        |

## Sergeant-majoor
In de Verenigde Staten en de legers van de Brits Gemenebest is sergeant-majoor naast een rang ook een functie die wordt toegewezen aan een speciale functionaris die de aanvoerder van de eenheid adviseert, in een militaire eenheid zoals een compagnie, bataljon of regiment. In een compagnie wordt er naar deze functie verwezen als 'CSM' (company sergeant-major), voor een regiment is dit 'RSM' (regimental sergeant-major).
In het Belgische leger worden de RSM en CSM aangeduid door de korpscommandant van elke eenheid (korps). De officiële term voor CSM is 'eenheidsadjudant'. De CSM is voornamelijk verantwoordelijk voor de administratie van het personeel. De RSM is de 'korpsadjudant'. Diegene die de functie van RSM uitvoert, is in het Belgische leger meestal een hoofdonderofficier (adjudant-chef of adjudant-majoor). RSM is eerder een (gerespecteerde) ceremoniële (cumul)functie, maar de RSM is ook verantwoordelijk voor de tucht en de orde in de eenheid.